# Koralowce ośmiopromienne
Koralowce ośmiopromienne (Octocorallia) – podgromada osiadłych lub półosiadłych, kolonijnych koralowców (Anthozoa) z 8 przegrodami w jamie gastralnej i 8 pierzastymi czułkami. Do przykładowych przedstawicieli należą koral szlachetny (Corallium rubrum) i wachlarz Wenery (Gorgonia flabellum).

## Charakterystyka
Występują we wszystkich morzach i na różnych głębokościach. Zdecydowana większość gatunków tworzy kolonie. Antopolipy samotnie żyjące należą do wyjątków. Jedynym dobrze udokumentowanym przypadkiem jest Taiaroa tauhou.
Kolonie są rozgałęzione, mają kształt drzewkowaty, osiągają do 3 m długości. Polipy wykazują symetrię ośmiopromienną, rosną powoli i należą do zwierząt długowiecznych. Przegrody jam chłonąco-trawiącej są zupełne – wszystkie przyrastają do gardzieli. Chorągiewki mięśniowe na krawędziach przegród są zwrócone w jednym kierunku. Gonady w kształcie gron wiszą na ściankach przegród w jamie gastralnej. Komórki parzydełkowe typu stomoknidy.
Większość gatunków ma wewnętrzny szkielet mezenchymatyczny, wapienny lub rogowy, zbudowany z pojedynczych elementów o bardzo różnych kształtach. Zdobnice (Helioporacea) mają zewnętrzny szkielet aragonitowy, co jest uważane za cechę konwergentną do szkieletów korali rafotwórczych (Scleractinia).

## Klasyfikacja
Do Octocorallia zaliczono około 3000 współcześnie żyjących gatunków zgrupowanych w rzędach:
- Alcyonacea – korkowce
- Helioporacea – zdobnice
- Pennatulacea – piórówki

Dotychczasowe badania nie ujawniły relacji pokrewieństwa pomiędzy wymienionymi rzędami, chociaż cała grupa (Octocorallia) jest uznawana za takson monofiletyczny.

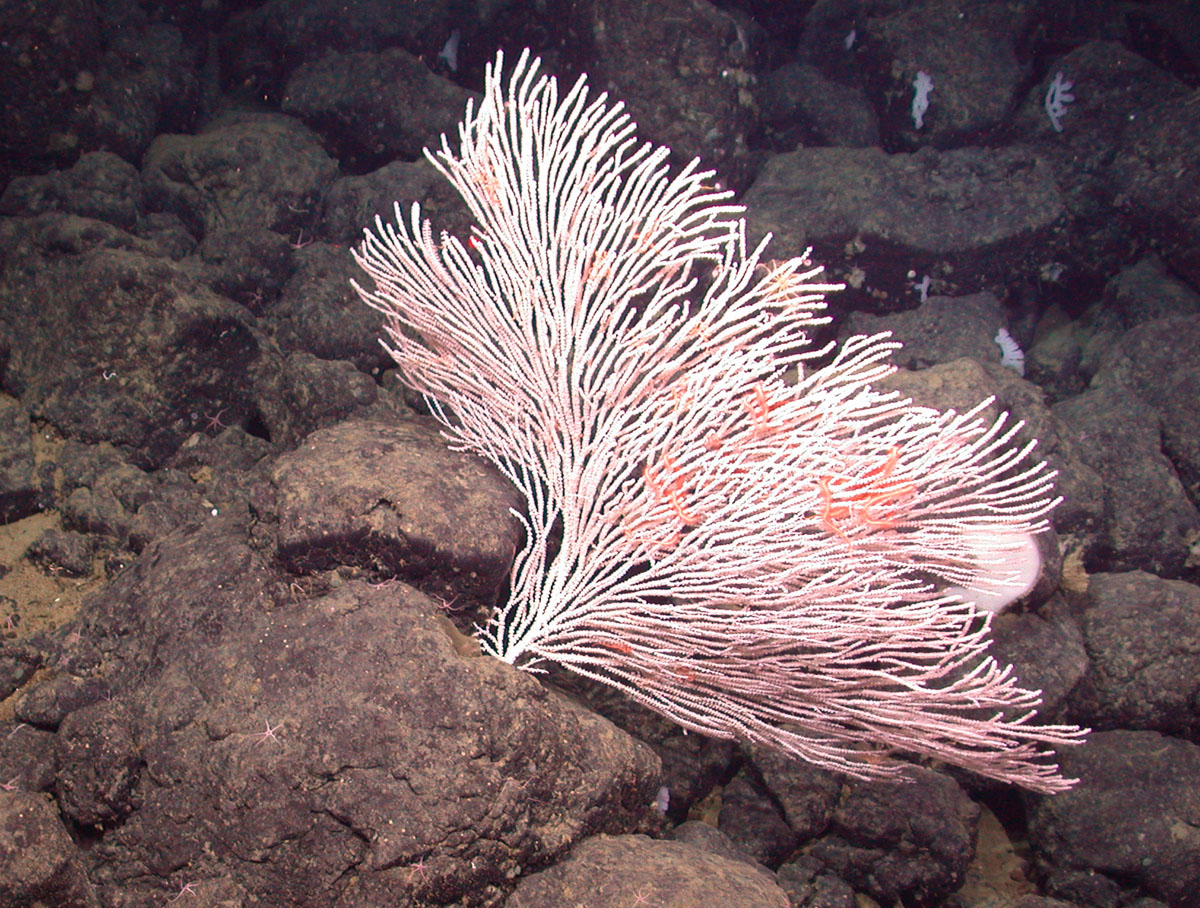
Parastenella sp

Dawniej wyróżniano od 2 (Kükenthal, 1925) do 6 (np. Madsen, 1944) rzędów wyłanianych na podstawie stopnia złożoności kolonii. Oprócz wyżej wymienionych były to jeszcze:
- Stolonifera – stolonowce
- Telestacea – kapłanowce
- Gorgonacea – gąścioły

Podziały te nie odzwierciedlały jednak relacji pokrewieństwa. Alcyonacea, Gorgonacea, Stolonifera i Telestacea zostały wyłonione bez określenia cech diagnostycznych, dlatego w 1981 gatunki obejmowane przez te rzędy włączono do jednego – Alcyonacea.